# I liga seria A polska w piłce siatkowej mężczyzn (1990/1991)
I liga seria A 1990/1991 − 55. edycja rozgrywek o mistrzostwo Polski w piłce siatkowej mężczyzn, po raz pierwszy przeprowadzona pod taką nazwą (w odróżnieniu od nowo utworzonej I ligi serii B, jako zmagań drugiego szczebla ligowego). 
Po rundzie zasadniczej, cztery najlepsze zespoły rywalizowały w fazie play-off o tytuł mistrzowski, zaś pozostałe cztery o utrzymanie.
Mistrzem Polski została drużyna AZS Olsztyn, która w finale play-off (do trzech wygranych meczów) zwyciężyła AZS Częstochowa w stosunku 3:2.

## Drużyny uczestniczące
| | I liga seria A 1990/1991   |   |      |
| --- | -------------------------- | - | ---- |
| CZE | AZS Częstochowa            | 1 | PEMK |
| KRA | Hutnik Kraków              | 2 | PEZP |
| OLS | AZS Olsztyn                | 3 | CEV  |
| JAS | Jastrzębie Borynia         | 4 | CEV  |
| RAD | Czarni Radom               | 5 |      |
| MIL | Płomień Milowice           | 6 |      |
| SOS | Górnik Kazimierz Sosnowiec | 7 |      |
| RZE | Resovia                    | 8 |      |
| Oznaczenia: - kolumna pierwsza – skróty nazw drużyn wpisane na mapie (jeśli ta została zamieszczona), - kolumna trzecia – miejsce zajęte przez daną drużynę w poprzednim sezonie. |                            |   |      |

## Klasyfikacja końcowa
| Miejsce | Drużyna                    |
| ------- | -------------------------- |
| 1.      | AZS Olsztyn                |
| 2.      | AZS Częstochowa            |
| 3.      | Jastrzębie Borynia         |
| 4.      | Płomień Milowice           |
| 5.      | Hutnik Kraków              |
| 6.      | Czarni Radom               |
| 7.      | Górnik Kazimierz Sosnowiec |
| 8.      | Resovia                    |

     Puchar Europy Mistrzów Klubowych 1991/1992
     Puchar CEV 1991/1992
     Puchar Europy Zdobywców Pucharów 1991/1992
     spadek do I ligi serii B